# 기이나가타역
기이나가타역(일본어: 紀伊長田駅, きいながたえき)은 일본 와카야마현 기노카와시에 있는 서일본 여객철도의 철도역이다.

## 역 구조
1면 1선 구조의 지상역으로, 정류소로 취급되고 있다. 하시모토 역이 관리하는 무인역이다.

## 역사
- 1903년 3월 7일 - 기와 철도 고카와 역 ~ 우치타 역 사이에 신설 개업.
- 1907년 10월 1일 - 국유화에 따라 일본국유철도의 소속이 되었다.
- 1938년 7월 15일 - 정식 역으로 승격되었다.
- 1987년 4월 1일 - 민영화에 따라 서일본 여객철도의 소속이 되었다.

## 인접역
| 서일본 여객철도 와카야마 선 | 서일본 여객철도 와카야마 선 | 서일본 여객철도 와카야마 선 |
| --------------------------- | --------------------------- | --------------------------- |
| 고카와 오지 방면            | ■ 와카야마 선               | 우치타 와카야마 방면        |